# 23. september
23. september je 266. dan leta (267. v prestopnih letih) v gregorijanskem koledarju. Ostaja še 99 dni.

## Dogodki
- 1122 – v Wormsu dosežena sprava med nemškim cesarjem Henrikom V. in papežem Kalistom II.
- 1846 – Johann Gottfried Galle v ozvezdju Strelca odkrije osmi planet Neptun na podlagi Le Verrierjevih in Adamsovih preračunov
- 1862 – Otto von Bismarck postane pruski premier
- 1918 – britanska 15. konjeniška brigada napade Haifo
- 1932 – Kraljevina Hidžas in Nedžd se preimenuje v Saudovo Arabijo
- 1938 – v New Yorku zakopljejo časovno kapsulo (ženski klobuk, moška pipa, mikrofilmi), ki naj bi jo zanamci odprli leta 6939
- 1940:
  - Japonska napade Indokino
  - začetek britansko-golističnih operacij v Dakarju
- 1942 – britanska vojska zavzame Tananarive
- 1943:
  - Mussolini ustanovi Italijansko socialno republiko
  - sprejet sklep o ustanovitvi slovenske domobranske legije
- 1991 – Armenija postane neodvisna država
- 2004 – prometu predajo največji in najdaljši slovenski viadukt Črni Kal

## Rojstva
- 63 pr. n. št. – Gaj Julij Cezar Oktavijan - Avgust, rimski cesar († 14)
- 1158 – Godfrej II., bretonski vojvoda († 1186)
- 1215 – Kublaj Kan, mongolsko-kitajski cesar († 1294)
- 1291 – Boleslav III. Razsipni, poljski vojvoda Legnice, izobčenec († 1352)
- 1785 – Per Georg Scheutz, švedski odvetnik, prevajalec, izumitelj, računalnikar († 1873)
- 1791 – Johann Franz Encke, nemški astronom († 1865)
- 1819 – Armand-Hippolyte-Louis Fizeau, francoski fizik, († 1896)
- 1852 – Fran Maselj-Podlimbarski, slovenski pisatelj († 1917)
- 1854 – Charles Soret, švicarski fizik in kemik († 1904)
- 1856 – Karl Krumbacher, nemški humanist († 1909)
- 1861 – Robert Bosch, nemški industrialec († 1942)
- 1890 – Friedrich Paulus, nemški feldmaršal († 1957)
- 1916 – Aldo Moro, italijanski premier († 1978)
- 1926 – John Coltrane, ameriški jazzovski saksofonist († 1967)
- 1930 – Ray Charles Robinson, ameriški pevec soula († 2004)
- 1938 – Romy Schneider, avstrijska filmska igralka († 1982)
- 1943 – Julio Iglesias, španski pevec
- 1949 – Bruce Springsteen, ameriški rock glasbenik
- 1956 – Paolo Rossi, italijanski nogometaš
- 1962 – Zvonko Černač, slovenski politik in pravnik

## Smrti
- 867 – Mihael III., bizantinski cesar (* 840)
- 965 – Abu at-Tajib Ahmad ibn Husajn al-Mutanabi, arabski pesnik (* 915)
- 1193 – Robert de Sable, 11. veliki mojster vitezov templarjev
- 1267 – Beatrika Provansalska, grofica Provanse, kraljica Sicilije (* 1231)
- 1241 – Snorri Sturluson, islandski zgodovinar, državnik (* 1178)
- 1253 – Venčeslav I. Enooki, češki kralj (* okoli 1205)
- 1386 – Dan I., vlaški knez (* 1354)
- 1390 – Ivan II. Lotarinški, vojvoda Zgornje Lorene (* 1346)
- 1404 – Eleanora iz Arboreje, sardinska kraljica Arboreje (* 1347)
- 1657 – Joachim Jungius, nemški matematik in filozof (* 1587)
- 1728 – Christian Thomasius, nemški pravnik in filozof (* 1655)
- 1738 – Herman Boerhaave, nizozemski zdravnik, fiziolog in botanik (* 1668)
- 1823 – Matthew Baillie, škotski patolog (* 1761)
- 1840 – Smail-aga Čengić, osmanski guverner Bosne (* 1780)
- 1850 – Jose Gervasio Artigas, urugvajski narodni junak (* 1764)
- 1861 – Friedrch Christoph Schlosser, nemški zgodovinar, pedagog (* 1776)
- 1870 – Prosper Mérimée, francoski pisatelj (* 1803)
- 1873 – Jean Chacornac, francoski astronom (* 1823)
- 1877 – Urbain-Jean Joseph Le Verrier, francoski astronom, matematik (* 1811)
- 1882 – Friedrich Wöhler, nemški kemik (* 1800)
- 1889 – William Wilkie Collins, angleški pisatelj (* 1824)
- 1917 – Frano Supilo, hrvaški nacionalistični politik (* 1870)
- 1919 – Ignacij Borštnik, slovenski gledališki igralec, režiser (* 1858)
- 1939 – Sigmund Freud, avstrijski nevropsihiater judovskega rodu (* 1856)
- 1970 – Veno Pilon, slovenski slikar, grafik, fotograf (* 1896)
- 1973 – Pablo Neruda, čilski pesnik, diplomat, nobelovec 1971 (* 1904)
- 1973 – Alexander Sutherland Neil, škotski pedagog (* 1883)
- 1983 – Rajko Jamnik, slovenski matematik (* 1924)
- 1995 – Albrecht Otto Johannes Unsöld, nemški astronom (* 1905)
- 2002 – Aci Bertoncelj, slovenski pianist in pedagog (* 1937)

## Prazniki in obredi
- dan slovenskega športa (Slovenija)